# Raherka y Meresankh
Raherka y Meresankh (Raherka: "Ra = el dios Sol" y Meresankh: "ella ama la vida") es una estatua doble de una pareja del antiguo Egipto de la IV o V Dinastía.

## Fondo
Raherka tenía altas responsabilidades administrativas. Era un "inspector de escribas del chacal". El título de Meresankh era "conocida del rey", lo que significa que era una dama de la corte, una noble con acceso al palacio real.

## Estatua
La pareja es conocida por su hermosa estatua ahora en el Louvre (E 15592), que es un ejemplo notable de retrato del Imperio Antiguo. La estatua está tallada en piedra caliza y mide 52,8 cm de altura. El marido y la mujer están cuidadosamente modelados con la figura de Raherka mostrando la musculatura. La obra conserva su policromía. El esposo está representado con el color de piel rojizo tradicional que se usa para los hombres, mientras que su esposa Meresankh está pintada con un tono de piel amarillento que era el estándar para las figuras femeninas. Era una convención artística común en el arte antiguo para indicar el género y función, sugiriendo que las mujeres dedicadas a la administración del hogar y las tareas domésticas al permanecer en el interior conservaban la piel clara, mientras los varones trabajaban en el exterior, bronceándose. Las pelucas y los ojos perfilados están pintados de negro.
La estatua de Raherka y Meresankh se ha comparado con la más famosa del enano Seneb y su familia. En ambas estatuas se muestra a la esposa abrazando cálidamente a su marido.
El egiptólogo alemán Hermann Junker fechó la estatua al final del Imperio Antiguo, y se ha sugerido que la obra data de la V Dinastía. Otros han sugerido que la pose de la esposa y los nombres apuntan a la IV Dinastía.
La estatua fue encontrada en 1902 por Montague Ballard y probablemente proviene de la tumba D 37 que se encuentra en el cementerio occidental denominado Steindorff en Guiza. Se hallaron fragmentos de otra estatua que representa a una mujer cargando a un niño justo al norte de la tumba y ahora se encuentran en el Museo de Leipzig (Inv. 2446).